# Richard Sainct
Richard Sainct (Saint-Affrique, 14 aprile 1970 – Egitto, 29 settembre 2004) è stato un pilota motociclistico francese, specializzato nei rally raid e vincitore in carriera di tre edizioni del Rally Dakar (1999, 2000 e 2003).

## Carriera

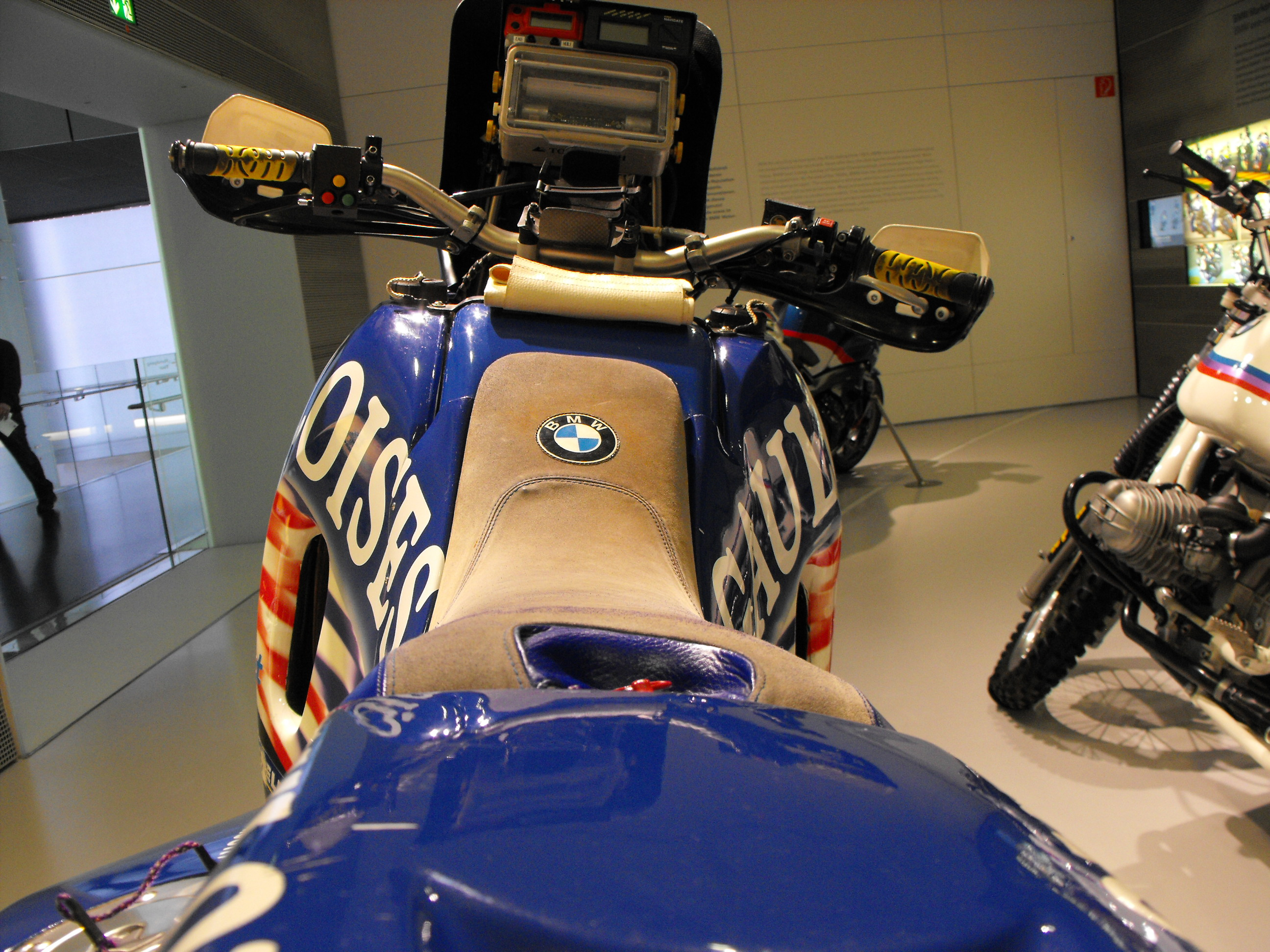
Particolare della BMW F650 RR, con la quale Sainct si aggiudicò la Dakar 2000, esposta al BMW Museum di Monaco di Baviera.

Richard Sainct iniziò a correre nell'enduro nel 1988 ed è stato uno dei piloti più vincenti nella storia dei Rally motociclistici. Ha vinto due Rally di Tunisia nel 1998 e nel 1999, quattro Rally del Marocco nel 1997, 1998, 2001 e nel 2002. Sempre nello stesso anno ha inoltre vinto il Rally dei Faraoni in Egitto. Ha vinto per tre volte il Rally più impegnativo di tutti: la Rally Dakar, nel 1999, nel 2000 su una BMW e nel 2003 su un KTM.

## La morte in gara
Nel 2004 mentre correva il Rally dei Faraoni in Egitto Sainct cadde e venne soccorso dall'italiano Fabrizio Meoni, suo compagno di squadra, che lo aiutò a rialzarsi e si sincerò delle sue condizioni. Al toscano che lo aiutava, Sainct sembrò in leggero stato confusionale, ma insistette nel voler ripartire. Riprese la gara, senza apparenti problemi, e si fermò all'assistenza prevista dopo 211 km di gara.
Dopo 270 chilometri di tappa Sainct fu vittima di una seconda caduta e fu ritrovato a terra e già privo di vita. Il battito del cuore sembrava già assente quando intervenne l'elicottero del soccorso con un medico a bordo. Probabile che, nella prima caduta, Sainct abbia riportato qualche lesione interna. La KTM decise di ritirare tutte le sue moto dalla corsa, ma il direttore della corsa, l'ex pilota belga Jacky Ickx, decise di far proseguire la gara.

## Risultati al Rally Dakar
| Anno | Mezzo    | Pos. | Tappe |
| ---- | -------- | ---- | ----- |
| 1991 | Kawasaki | Rit. |       |
| 1995 | Honda    | Rit. |       |
| 1996 | KTM      | 5º   |       |
| 1997 | KTM      | Rit. |       |
| 1998 | KTM      | Rit. | 1     |
| 1999 | BMW      | 1º   | 2     |
| 2000 | BMW      | 1º   | 2     |
| 2001 | KTM      | Rit. | 2     |
| 2002 | KTM      | 3º   | 1     |
| 2003 | KTM      | 1º   | 5     |
| 2004 | KTM      | 2º   | 2     |